# アブル・ファラジュ・イスファハーニー

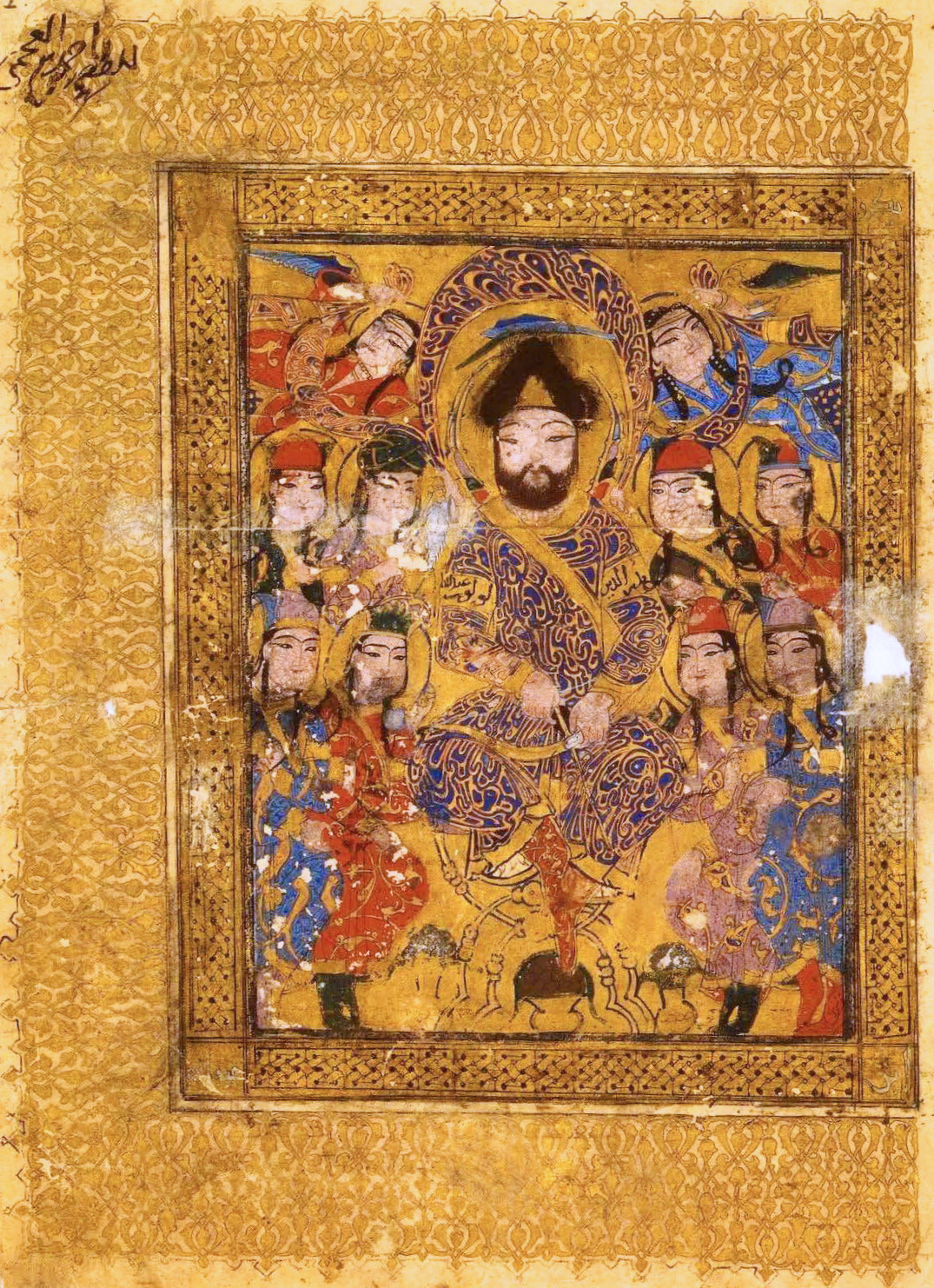
アブル・ファラジュ著『歌の書』挿絵。13世紀に作成された写本。

アブル・ファラジュ・イスファハーニー（アラビア語: أبو الفرج الأصفهاني, ラテン文字転写: Abū al-Faraj al-Iṣfahānī、897年 - 967年）は、10世紀の西アジアで活動した文化人、詩人、学者。ハムダーン朝のアミール・サイフッダウラに献上した代表作『歌の書』で知られる。

## 生涯
ウマイヤ朝最後のカリフであるマルワーン2世から数えて8代目の子孫である。先祖はアッバース家の攻撃を逃れてイラクのブワイフ家の保護を受け、アブル・ファラジュはイスファハーンに生まれた。
やがて、アッバース朝のカリフ・ラシード期の音楽家、イブラーヒーム・マウシリーがまとめた100首の詩と楽譜などをもとにして、古代からアッバース朝にいたるアラブ人の詩歌の伝記集成を編纂する。これが『歌の書』（Kitāb al-Aghānī）であり、詩、アラブ音楽、詩人、音楽家を中心とした逸話や風俗が盛りこまれた百科全書的な内容で21巻の大部となった。
『歌の書』の執筆には50年を要し、完成した際には、ハムダーン朝のサイフ・アッダウラに献上された。サイフ・アッダウラは彼に金貨1000枚を与え、それでも足りないと考えて詫びた。アンダルスのハカム2世もこれを欲し、金貨1000枚をアブル・ファラジュに贈って写本を入手しようとした。ブワイフ家の宰相だったイスマーイール・ビン・アッバードは、30頭のラクダで書物を運ぶのを常としていたが、『歌の書』を手に入れてからはこれのみですませたという。イブン・ハルドゥーンは『歴史序説』において、この書を「アラブ人の文書庫」として賞賛している。